# Séverine Corvilain
Séverine Corvilain (10 april 1989) is een Belgisch voormalig badmintonster.

## Levensloop
Corvilain werd samen met Steffi Annys driemaal Belgisch kampioene (2008, 2009 en 2011) bij de 'dames dubbel'.